# Miscanthus paniculatus
Miscanthus paniculatus là một loài thực vật có hoa trong họ Hòa thảo. Loài này được (B.S. Sun) Renvoize & S.L. Chen mô tả khoa học đầu tiên năm 2005.